# Эллисон, Меган
Ма́ргарет Эли́забет «Ме́ган» Э́ллисон (англ. Margaret Elizabeth «Megan» Ellison; 31 января 1986, Санта-Клара, Калифорния, США) — американский кинопродюсер, основатель компании Annapurna Pictures. В 2014 году она попала в список «100 самых влиятельных людей в мире» по версии журнала Time.

## Биография
Эллисон родилась в 1986 году в семье Ларри Эллисона и его бывшей жены Барбары Бут. У неё есть старший брат — продюсер Дэвид Эллисон (род. 1983). В 2004 году закончила Sacred Heart Preparatory, а после, год обучалась в Университете Южной Калифорнии.
Меган продюсирует фильмы с 2010 года. В 2014 году она стала первой женщиной и четвёртым человеком в мире, получившей сразу две номинации на премию «Оскар» в номинации «Лучший фильм» («Она» и «Афера по-американски»).

## Личная жизнь
Открытая лесбиянка.

## Фильмография

### Продюсер
| Год  |     | Русское название                     | Оригинальное название                            | Роль                    |
| ---- | --- | ------------------------------------ | ------------------------------------------------ | ----------------------- |
| 2010 | ф   | Пробуждая Мэдисон                    | Waking Madison                                   |                         |
| 2010 | ф   | Главная улица                        | Main Street                                      |                         |
| 2010 | ф   | Игры страсти                         | Passion Play                                     | исполнительный продюсер |
| 2010 | ф   | Железная хватка                      | True Grit                                        | исполнительный продюсер |
| 2011 | ф   | Уловка .44                           | Catch .44                                        |                         |
| 2012 | ф   | Самый пьяный округ в мире            | Lawless                                          |                         |
| 2012 | ф   | Мастер                               | The Master                                       |                         |
| 2012 | ф   | Цель номер один                      | Zero Dark Thirty                                 |                         |
| 2012 | ф   | Ограбление казино                    | Killing Them Softly                              | исполнительный продюсер |
| 2012 | ф   | Отвязные каникулы                    | Spring Breakers                                  | исполнительный продюсер |
| 2012 | ф   | Великий мастер                       | Yi dai zong shi                                  | исполнительный продюсер |
| 2013 | ф   | Она                                  | Her                                              |                         |
| 2013 | ф   | Афера по-американски                 | American Hustle                                  |                         |
| 2014 | ф   | Охотник на лис                       | Foxcatcher                                       |                         |
| 2014 | кор |                                      | Last Days                                        |                         |
| 2015 | ф   | Терминатор: Генезис                  | Terminator Genisys                               | исполнительный продюсер |
| 2015 | ф   | Джой                                 | Joy                                              |                         |
| 2016 | ф   | Такса                                | Wiener-Dog                                       |                         |
| 2016 | ф   | Каждому своё                         | Everybody Wants Some!!                           |                         |
| 2016 | ф   | Полный расколбас                     | Sausage Party                                    |                         |
| 2016 | ф   | Плохая партия                        | The Bad Batch                                    |                         |
| 2016 | ф   | Женщины XX века                      | 20th Century Women                               | продюсер                |
| 2016 | ф   |                                      | Night Pulse                                      | сопродюсер              |
| 2017 | кор |                                      | The Protectors                                   | исполнительный продюсер |
| 2017 | ф   | Детройт                              | Detroit                                          |                         |
| 2017 | ф   | Уменьшение                           | Downsizing                                       |                         |
| 2017 | с   | Безымянный проект Дэвида О. Расселла | Untitled Paul Thomas Anderson fashion drama film | исполнительный продюсер |
| 2018 | мф  | Собачий остров                       | Isle of Dogs                                     |                         |